# 里德·斯科特
里德·斯科特（英語：Reid Scott，/riːd/，1977年11月19日—）是一位美國男演員，曾出演的知名角色有TBS情景喜劇《我家的男孩們》中的硬搖滾電臺DJ布蘭登·多爾夫、HBO喜劇《副人之仁》中的通訊聯絡副主任丹·伊根和CBS黑色喜劇《致命女人》中的2019年編劇丈夫伊萊·科恩。

## 作品

### 電影
《警網黑幕》（2019）飾演 Kevin Jennings

## 外部連結
- 里德·斯科特在互联网电影资料库（IMDb）上的資料（英文）